# لوئیس استرادا
لوئیس استرادا (اسپانیایی: Luis Estrada‎؛ زادهٔ ۷ ژوئیهٔ ۱۹۴۸) بازیکن فوتبال اهل مکزیک بود.
از باشگاه‌هایی که در آن بازی کرده‌است می‌توان به باشگاه فوتبال کروز آزول و باشگاه فوتبال لئون اشاره کرد.
وی همچنین در تیم ملی فوتبال مکزیک بازی کرده‌است.